# Rejoyce: The Christmas Album
Rejoyce: The Christmas Album (en español: Rejoyce: El álbum de la Navidad) es el cuarto álbum de estudio y primer álbum navideño de la cantante estadounidense Jessica Simpson. Su lanzamiento fue realizado por el sello Columbia Records, durante el mes de noviembre del año 2004. Es un álbum navideño que contiene canciones tradicionales. Salió a la venta en el pico de la carrera de Simpson, entre los álbumes In This Skin (2003) y A Public Affair (2006).
Luego de que Jessica Simpson culminara con la promoción de su tercer álbum de estudio, ella comenzó a realizar las sesionces de grabación de Rejoyce: The Christmas Album a principios del mes de julio de 2004. Para ello, el álbum de estudio contó con los productores Billymann, Christopher Rojas, Pete Wallace, y con la aparición de dos artistas invitados. Ellos fueron: su hermana, Ashlee Simpson, en la canción «Little Drummer Boy» y el esposo de Jessica para ese entonces Nick Lachey en «Baby, It's Cold Outside».
Respecto a la promoción de Rejoyce: The Christmas Album, ésta abarcó el lanzamiento de tres sencillos: «Let It Snow! Let It Snow! Let It Snow!», «O Holy Night» y «What Christmas Means to Me», los cuales fueron lanzados en los Estados Unidos. Con todo, Rejoyce: The Christmas Album logró debutar en la posición N.º 16 de Billboard 200 donde con él se convirtió en el tercer álbum en debutar en el top 20 de esta lista con unas ventas de 152.000 copias vendidas en su primera semana. En suma, Rejoyce: The Christmas Album ha vendido más de 1.2 millones de copias alrededor del mundo, las cuales le convirtieron en el cuarto álbum de estudio más vendido de la cantante. 

## Antecedentes
A principio se dio a conocer que el álbum sucesor de In This Skin sería otro disco pop, sin embargo poco después esto fue negado, para luego afirmar que el próximo álbum de estudio de Simpson sería una disco navideño. Tras las confirmaciones, la cantante brindó una entrevista a la presa estadounidense y reveló que sería el último álbum en ser lanzado bajo el sello Columbia Records, luego de un contrato de cinco álbumes. Cabe descartar que antes del lanzamiento de dicho disco fue lanzado un EP navideño bajo el título, A Special Limited Edition Christmas Collection.
La producción comenzó en julio de ese año, bajo Billymann siendo de segunda vez en trabajar en un álbum de Simpson, además de Billymann, también estuvieron en la producción Christopher Rojas y Pete Wallace. La producción de disco terminó a inicios de octubre de 2004, Columbia Records confirmó la fecha del lanzamiento en los Estados Unidos, el 23 de noviembre de 2004.

## Contenido
La primera pista de Rejoyce: The Christmas Album es «Let It Snow! Let It Snow! Let It Snow!», también conocido como Let It Snow, es una canción escrita por el letrista Sammy Cahn y el compositor Jule Styne en julio de 1945. Fue escrito en Hollywood, California, durante uno de los días más calurosos de la historia. La segunda pista es la tradicional canción «The Christmas Song» es una obra clásica de Navidad escrita en 1944 por el músico, compositor y cantante Mel Tormé, y Bob Wells. Según Tormé, la canción fue escrita durante un verano muy caliente. La siguiente canción es «Baby, It's Cold Outside» con la colaboración del esposo de Jessica para ese entonces Nick Lachey. La letra de este dúo están diseñados para ser escuchado como una conversación entre dos personas, marcados como "ratón" y "lobo" en la partitura impresa. Cada línea de la canción cuenta con una declaración del "rato", seguido por una respuesta del "lobo". «O Holy Night» es la cuarta canción del disco, es un cántico navideño compuesto en 1847 con música del compositor Adolphe Adam y letra escrita en 1843 originalmente en lengua francesa por Placide Cappeau. La quinta pista es «The Little Drummer Boy» a dúo con su hermana 
Ashlee Simpson. Es una canción de Navidad popular épica, cuya letra relata la historia imaginaria de un niño que se gana la vida con un tambor y que, no teniendo nada con que obsequiar al neonato Mesías en la Nochebuena, decide darle una serenata con su instrumento como prueba de amor, hecho ante el cual el Recién Nacido le mira y le sonríe dándole a entender que ha comprendido la intención.
La sexta canción es «I Saw Mommy Kissing Santa Claus» es una canción de Navidad con música y letra de Tommie Connor. La grabación original fue de Jimmy Boyd el 15 de julio de 1952, cuando tenía 13 años. La próxima pista es «What Child Is This?» es una popular canción navideña escrita en 1865. Fue escrita por William Chatterton Dix a la edad de veintinueve años. La octava pista de álbum es «What Christmas Means to Me» es un villancico. La versión más cubierto fue escrito por Allen Story, Anna Gordy Gaye, y Gordy George. «Breath of Heaven (Mary's Song)» es la novena pista de álbum, fue escrita por Chris Eaton y Amy Grant. La décima canción del disco es «It's Christmas Time Again», es la única canción inédita del álbum, fue escrita por Simpson, Nick Lachey, Chris Rojas y billymann. El último tema del álbum es «Hark! The Herald Angels Sing» una canción de Navidad que apareció por primera vez en 1739 en la colección de himnos y poemas sagrados, después de haber sido escrito por Charles Wesley.

## Recepción

### Críticas
Según: "Stephen Thomas Erlewine" de Allmusic. 
Jessica Simpson siempre me ha parecido más cómodo en ostentosos, entorno del mundo del espectáculo, así que no es una sorpresa que ella haya lanzado un álbum navideño en, "Rejoyce: The Christmas Album", álbum suena como si hubiera sido grabado en Las Vegas. Está lleno de motivos para desistir y grandilocuencias, apoyándose en los clásicos de temporada probado y verdadero tiempo que ofrece un par de nuevas canciones casi como una ocurrencia tardía. Es brillante y alegre sin cesar, es siempre pero fuerte, incluso durante sus momentos más tranquilos, porque la música en sí es audaz y descarada. Aunque suena un poco entrecortada en ocasiones, Simpson absuelve a sí misma y en el expediente, y de toda la empresa sin duda complacerá a sus fanes, sobre todo aquellos que gustan de su personaje un poco mejor que su canto.

### Comercial
Aunque Rejoyce: The Christmas Album solo fue lanzado en los Estados Unidos, en formatos físico, en 2006 debido al gran auge de la música digital, el álbum lanzado en itunes y otras tiendas digitales, este desde 2008 ha sido uno de los disco más descargados en itunes holiday, pues se ha mantenido en el top 200 un largo tiempo.  El álbum debutó en Billboard 200 en la posición N.º 16, con ventas de 152,000 copias vendidas en su primera semana. Semanas después alcanzó la posición N.º 14 en el conteo. En noviembre de 2012, ha vendido 712.000 copias y a nivel mundial 1.200.000 ejemplares. En enero de 2005 fue certificado Oro. in the U.S and has been certified Gold by the RIAA.

## Listas De Canciones
| CD  |                                                           |          |  |
| N.º | Título                                                    | Duración |  |
| 1.  | «Let It Snow! Let It Snow! Let It Snow!»                  | 02:01    |  |
| 2.  | «The Christmas Song (Chestnuts Roasting on an Open Fire)» | 04:03    |  |
| 3.  | «Baby, It's Cold Outside»                                 | 02:49    |  |
| 4.  | «O Holy Night»                                            | 04:11    |  |
| 5.  | «The Little Drummer Boy»                                  | 03:41    |  |
| 6.  | «I Saw Mommy Kissing Santa Claus»                         | 03:09    |  |
| 7.  | «What Child Is This»                                      | 03:57    |  |
| 8.  | «What Christmas Means to Me»                              | 03:01    |  |
| 9.  | «Breath of Heaven (Mary's Song)»                          | 05:40    |  |
| 10. | «It's Christmas Time Again»                               | 03:10    |  |
| 11. | «Hark! The Herald Angels Sing»                            | 03:11    |  |

## Rankings de ventas de álbumes

### Semanales
| País           | Lista musical            | Primera semana | Posición de ingreso | Mejor posición | Semanas en la mejor posición | Semanas en la lista musical | Última semana |
| -------------- | ------------------------ | -------------- | ------------------- | -------------- | ---------------------------- | --------------------------- | ------------- |
| América        |                          |                |                     |                |                              |                             |               |
| Estados Unidos | Billboard 200            | 18-12-2004     | 16                  | 14             | 1                            | 5                           | 22-01-2005    |
| Estados Unidos | Holiday Albums           | 11-12-2004     | 2                   | 2              | 2                            | 15                          | 03-03-2005    |
| Estados Unidos | Billboard Catalog Albums | 17-12-2005     | 30                  | 1              | 1                            | 5                           | 23-01-2006    |

## Jessica Simpson - A Special Limited Edition Christmas Collection
A Special Limited Edition Christmas Collection es el primer EP de Jessica Simpson, fue lanzado por Columbia Records, como un anticipo del álbum de estudio Rejoyce: The Christmas Album. Este disco contiene una versión acústica de «Angels». 

### Colección Navideña Edición Limitada
| N.º | Título                                              | Escritor(es)                                  | Duración |  |
| 1.  | «Let It Snow, Let It Snow, Let It Snow»             | Sammy Cahn, Jule Styne                        | 2:01     |  |
| 2.  | «The Little Drummer Boy» (duet with Ashlee Simpson) | Katherine Davis, Henry Onorati, Harry Simeone | 3:39     |  |
| 3.  | «O Holy Night»                                      | Adolphe Adam                                  | 4:10     |  |
| 4.  | «What Christmas Means to Me»                        | George Gordy, Allen Story, Anna Gordy Gaye    | 3:00     |  |
| 5.  | «Breath of Heaven (Mary's Song)»                    | Chris Eaton, Amy Grant                        | 5:38     |  |
| 6.  | «Hark! The Herald Angels Sing»                      | Felix Mendelssohn                             | 3:12     |  |
| 7.  | «Angels»                                            | Guy Chambers, Robbie Williams                 | 4:05     |  |